# Ipswich, Queensland
Ipswich là một thành phố ở Đông Nam Queensland, Úc. Nằm dọc theo thung lũng sông Bremer khoảng 40 km đi từ thủ phủ bang Brisbane. Vùng ngoại ô cùng tên hình thành khu trung tâm thương mại của thành phố và trung tâm hành chính. Ipswich có dân số 163.383 người.
Do sự mở rộng đô thị từ giữa thế kỷ 20 trở đi nó đã trở thành một phần của khu vực đô thị Brisbane. Tuy nhiên nó vẫn giữ được tình trạng khu vực tự quản cùng với một lịch sử và văn hóa độc lập. Ipswich là một khu vực thương mại và công nghiệp lớn hiện đang trải qua quá cảnh theo định hướng đổi mới đô thị lớn lần đầu tiên được lên kế hoạch trong Chiến lược Trung tâm khu vực Ipswich. Ipswich đã được công bố như là một thành phố ngày 02 tháng 3 năm 1860, và trở thành một thành phố vào năm 1904.